# Content Protection for Recordable Media
Content Protection for Recordable Media and Pre-Recorded Media (CPRM / CPPM, em português: proteção de conteúdo para mídia gravável) é um mecanismo para controlar a cópia, movimentação e remoção de arquivos de mídia digital em dispositivos como computadores pessoais, aparelhos multimídia portáteis e telefones celulares. É uma forma de gestão de direitos digitais (em inglês Digital rights management ou DRM) desenvolvido por IBM, Intel, Matsushita e Toshiba.